# Дубенківська сільська рада
Дубенківська сільська́ ра́да — адміністративно-територіальна одиниця та орган місцевого самоврядування в Монастириському районі Тернопільської області. Адміністративний центр — село Дубенка.

## Загальні відомості
- Територія ради: 2,694 км²
- Населення ради: 679 осіб (станом на 2001 рік)
- Територією ради протікає річка Коропець

## Населені пункти
Сільській раді були підпорядковані населені пункти:
- с. Дубенка

## Склад ради
Рада складалася з 14 депутатів та голови.
- Голова ради: Лихацька Тетяна Іванівна
- Секретар ради: Сиротюк Юрій Сергійович

### Керівний склад попередніх скликань
| Прізвище, ім'я, по батькові | Основні відомості                                                               | Дата обрання | Дата звільнення |
| --------------------------- | ------------------------------------------------------------------------------- | ------------ | --------------- |
| Фецич Іван Михайлович       | Сільський голова, 1955 року народження, безпартійний                            | 26.03.2006   | 11.05.2008      |
| Лихацька Тетяна Іванівна    | Сільський голова, 1969 року народження, освіта середня спеціальна, позапартійна | 03.05.2009   | 31.10.2010      |
| Лихацька Тетяна Іванівна    | Сільський голова, 1969 року народження, освіта середня спеціальна, позапартійна | 31.10.2010   |                 |

Примітка: таблиця складена за даними сайту Верховної Ради України

### Депутати
За результатами місцевих виборів 2010 року депутатами ради стали:

#### За суб'єктами висування
| Суб'єкт висування | Кількість обраних депутатів | %    |
| ----------------- | --------------------------- | ---- |
| Самовисування     | 13                          | 92,9 |
| Народна партія    | 1                           | 7,1  |

#### За округами
| № округу       | Прізвище, ім'я, по батькові   | Дата визнання обраним | Освіта             | Партійна приналежність | Відомості про обраного депутата                               |
| -------------- | ----------------------------- | --------------------- | ------------------ | ---------------------- | ------------------------------------------------------------- |
| Народна Партія |                               |                       |                    |                        |                                                               |
| 8              | Бабак Назарій Богданович      | 03.11.2010            | середня спеціальна | позапартійний          | приватний підприємець                                         |
| Самовисування  |                               |                       |                    |                        |                                                               |
| 1              | Заболотний Василь Михайлович  | 03.11.2010            | середня спеціальна | позапартійний          | тимчасово не працює                                           |
| 2              | Зозуляк Микола Васильович     | 03.11.2010            | вища               | позапартійний          | приватний підприємець                                         |
| 3              | Гала Микола Васильович        | 03.11.2010            | середня спеціальна | позапартійний          | тимчасово не працює                                           |
| 4              | Гладиш Михайло Романович      | 03.11.2010            | вища               | позапартійний          | Криницьке лісництво, лісник                                   |
| 5              | Білий Анатолій Степанович     | 03.11.2010            | середня спеціальна | позапартійний          | Монастириський РЕМ, інженер                                   |
| 6              | Кульгавець Віталій Васильович | 03.11.2010            | вища               | позапартійний          | приватний підприємець                                         |
| 7              | Макарій Іван Михайлович       | 03.11.2010            | середня спеціальна | позапартійний          | приватний підприємець                                         |
| 9              | Свист Роман Михайлович        | 03.11.2010            | середня спеціальна | позапартійний          | ТзОВ «Фірма Імтерпо ФУДЗ» м. Івано-Франківськ, оператор сушки |
| 10             | Штангрет Зіновій Ярославович  | 03.11.2010            | вища               | позапартійний          | Дубенківська загальноосвітня школа І-ІІ ст., вчитель          |
| 11             | Сиротюк Юрій Сергійович       | 03.11.2010            | вища               | позапартійний          | Дубенківська сільська рада, секретар                          |
| 12             | Музика Володимир Іванович     | 03.11.2010            | середня спеціальна | позапартійний          | тимчасово не працює                                           |
| 13             | Демчишин Марія Василівна      | 03.11.2010            | вища               | позапартійна           | Дубенківська загальноосвітня школа І-ІІ ст., вчитель          |
| 14             | Денисюк Михайло Іванович      | 03.11.2010            | середня спеціальна | позапартійний          | Радгосп «Монастириський», робітник                            |